# كريم الدباغ
كريم الدباغ (بالعربية: كريم دباغ) هو منتج أفلام مغربي، ولد في 27 يناير 1972 في طنجة في المغرب.

## وصلات خارجية
- كريم دباغ على موقع IMDb (الإنجليزية)
- كريم دباغ على موقع ألو سيني (الفرنسية)
- كريم دباغ على موقع أول موفي (الإنجليزية)
- كريم دباغ على موقع قاعدة بيانات الفيلم (الإنجليزية)
- كريم دباغ على موقع كينوبويسك (الروسية)